# هنتر هاردمان
هنتر هاردمان (بالإنجليزية: G. K. Hardman)‏ هو مدير فني أمريكي، ولد في 18 سبتمبر 1906 في Marshall, West Virginia ‏ في الولايات المتحدة، وتوفي في 8 يوليو 1997 في كولومبوس في الولايات المتحدة.